# ハピリー
『ハピリー』（原題:Happily）は2021年に公開されたアメリカ合衆国のスリラー映画である。監督はベンデヴィッド・グラヴィンスキー、主演はジョエル・マクヘイルが務めた。本作はグラヴィンスキーの映画監督デビュー作でもある。

## 概略
結婚から14年が経ってもなお、トムは妻のジャネットと熱々だった。友人たちからその熱々ぶりをからかわれることもしばしばだったが、彼らが2人を見る目には羨望というよりも、むしろ憎悪が宿っているようだった。しかし、トムはそのことに気が付いていなかった。
そんなある日、見知らぬ男（グッドマン）が突然訪ねてきて「恋心は時間と共に冷めるものですが、貴方たちはいつまでも若いころのようにイチャついている。これは生物の摂理に反することです」などと説教し、正常に戻るための薬を打つよう迫った。ジャネットは非常識極まりないグッドマンに激怒し、勢い余って彼を殴り殺してしまった。その後、トムとジャネットは何事もなかったかのように友人たちの集まりに参加したが、そこで今までの歪みが一挙に噴出してしまう。

## キャスト
- トム：ジョエル・マクヘイル
- ジャネット：ケリー・ビシェ
- ミスター・グッドマン：スティーヴン・ルート
- カレン：ナタリー・ジー
- ヴァル：ポール・シェアー
- パトリシア：ナタリー・モラレス
- ドナルド：ジョン・デイリー
- モード：カービー・ハウエル＝バプティスト
- グレーテル：シャーリン・イー
- リチャード：ブレッキン・メイヤー
- カーラ：シャノン・ウッドワード
- レジ係：ブレア・グラント
- アーサー：アル・マドリガル

## 製作・音楽
2019年2月17日、本作の主要キャストが発表された。同月、本作の主要撮影がロサンゼルスで始まった。12月4日、ジョセフ・トラパニーズが本作で使用される楽曲を手掛けるとの報道があった。2021年3月19日、本作のサウンドトラックが発売された。

## 公開・マーケティング
本作は2020年4月18日にトライベッカ映画祭でプレミア上映される予定だったが、新型コロナウイルスの流行が拡大したことを受けて、映画祭自体が延期となった。11月9日、サバン・フィルムズが本作の全米配給権を獲得したと報じられた。2021年2月10日、本作のオフィシャル・トレイラーが公開された。

## 評価
本作は批評家から好意的に評価されている。映画批評集積サイトのRotten Tomatoesには35件のレビューがあり、批評家支持率は71%、平均点は10点満点で6.7点となっている。サイト側による批評家の見解の要約は「新しいものを生み出そうとする野心はあるが、それを思うように具現化できていない。しかし、『ハピリー』は現代の人間関係に対する的を射た―しかも面白い―洞察をなしており、全てがそうではないにせよ、非常に面白いドラマに仕上がっている。」となっている。また、Metacriticには11件のレビューがあり、加重平均値は56/100となっている。